# NGC 2796
NGC 2796 је спирална галаксија у сазвежђу Рак која се налази на NGC листи објеката дубоког неба.
Деклинација објекта је + 30° 54' 58" а ректасцензија 9h 16m 41,8s. Привидна величина (магнитуда) објекта NGC 2796 износи 13,5 а фотографска магнитуда 14,4. NGC 2796 је још познат и под ознакама UGC 4893, MCG 5-22-29, CGCG 151-42, NPM1G +31.0156, PGC 26178.